# Denis Héroux
Denis Héroux   (Montreal, 15 de juliol de 1940 - Montreal, 10 de desembre de 2015) va ser un director i productor de cinema canadenc.

## Biografia
Nascut a Montreal, Quebec, era el germà gran del prolífic productor de cinema i televisió del Quebec Claude Héroux.
Héroux volia ser professor quan va col·laborar amb Denys Arcand i Stéphane Venne a la pel·lícula de 1962 sobre la vida d'estudiant, Seul ou avec d'autres. Aquell any va passar a ser professor i durant els sis anys següents, a més de fer classes, també va escriure dos llibres d'història i va continuar dirigint.
A finals de la dècada de 1960, Héroux s'havia convertit en un dels cineastes independents amb més èxit amb èxits com Valérie de 1968 i L'Initiation el 1970. L'any 1975, amb l'èxit d'altres llargmetratges populars que va dirigir, com ara Quelques arpents de neige (1973), es va involucrar en projectes de coproducció i llargmetratges quebequesos de gran pressupost com a soci de la seva dona Justine Héroux a Cine-Vídeo. Va dirigir coproduccions internacionals amb pel·lícules com Jacques Brel Is Alive and Well i Living in Paris (1975), Atlantic City (1980) i La recerca del foc (1981). Va ser cofundador d'Alliance Films, una empresa que va deixar a finals dels vuitanta.
Héroux va ser nominat als Premis Genie com a productor, finalista del Millor pel·lícula per Les Plouffe als 3rs Premis Genie el 1981, i va guanyar com a productor de The Bay Boy als 6ns Premis Genie el 1985. També va rebre una nominació a l'Oscar a la millor pel·lícula. per a Atlantic City.
Héroux va ser membre del jurat del 31è Festival Internacional de Cinema de Berlín el 1981.
El 1983, Héroux va ser nomenat oficial de l'Orde del Canadà.
Héroux va morir el 10 de desembre de 2015 a l'edat de 75 anys.

## Filmografia

### com a productor
- 1971 : 7 fois... par jour de Denis Héroux
- 1974 : C'est jeune et ça sait tout! de Claude Mulot
- 1976 : The Little Girl Who Lives Down the Lane de Nicolas Gessner
- 1978 : Les Liens de sang de Claude Chabrol
- 1978 : Tomorrow Never Comes de Peter Collinson
- 1978 : Violette Nozière de Claude Chabrol
- 1979 : L'Homme en colère de Claude Pinoteau
- 1979 : À nous deux de Claude Lelouch
- 1980 : Atlantic City de Louis Malle
- 1981 : Il était une fois des gens heureux... Les Plouffe (Les Plouffe) de Gilles Carle
- 1981 : La recerca del foc de Jean-Jacques Annaud
- 1984 : Louisiane (TV) de Philippe de Broca
- 1984 : La sang dels altres de Claude Chabrol
- 1984 : Le Crime d'Ovide Plouffe de Denys Arcand
- 1984 : The Bad Boy de Daniel Petrie
- 1985 : Jayce and the Wheeled Warriors (sèrie animada) de Bruno Bianchi, Bernard Deyriès io William R. Kowalchuk Jr.
- 1986 : Sword of Gideon (TV) de Michael Anderson
- 1986 : The Park Is Mine (TV) de Steven Hilliard Stern
- 1987 : Il Giorno prima de Giuliano Montaldo
- 1991 : Black Robe de Bruce Beresford
- 1991 : Counterstrike (sèrie de televisió) de Mario Azzopardi, Robin Davis i George Mendeluk
- 1998 : La Guerre de l'eau (TV) de Pascal Chaumeil i Marc F. Voizard
- 2000 : Secret Society d'Imogen Kimmel

### com a director
- 1962 : Seul ou avec d'autres
- 1964 : Jusqu'au cou
- 1965 : Pas de vacances pour les idoles
- 1969 : Tendre et sensuelle Valérie (Valérie)
- 1970 : L'Initiation
- 1970 : L'Amour humain
- 1971 : 7 fois... par jour
- 1972 : Un enfant comme les autres...
- 1972 : Quelques arpents de neige
- 1973 : J'ai mon voyage ! (Quand c'est parti, c'est parti)
- 1973 : Y'a toujours moyen de moyenner!
- 1974 : Strikebreaker
- 1975 : Jacques Brel Is Alive and Well and Living in Paris
- 1975 : Pousse mais pousse égal
- 1976 : Die Hinrichtung
- 1977 : The Uncanny

### com a guionista
- 1976: Born for Hell
- 1996: Chercheurs d'or (serial TV)

### com a editor
- 1995: Eye of the Wolf